# Bank i Monument
Bank i Monument – podziemne stacje metra w Londynie położone w dzielnicy City of London, bezpośrednio ze sobą sąsiadujące, połączone w wielu miejscach i de facto stanowiące jedną stację. Stacje figurują osobno na schematach linii i rozkładach jazdy. W tym ujęciu Bank obsługuje linie metra Central Line, Northern Line, Waterloo & City line, a także jedną z odnóg Docklands Light Railway. Z kolei na Monument zatrzymują się pociągi Circle Line i District Line. W dokumentach m.in. Transport for London, ciała londyńskiego samorządu terytorialnego zarządzającego komunikacją miejską, obie stacje ujmowane są wspólnie i traktowane jako jedna. Według tych danych, korzysta z nich ok. 41,9 mln pasażerów rocznie. Należą do pierwszej strefy biletowej.